# Divisão N.º 4 (Alberta)
A Divisão N.º 4 é uma das dezenove divisões do censo da província canadense de Alberta, conforme definido pela Statistics Canada. A divisão está localizada no nordeste da Região Sul de Alberta fazendo fronteira com Saskatchewan, e sua maior comunidade urbana é o município de Hanna. A Divisão Nº4 é a divisão menos populosa dentre as 19 divisões do censo de Alberta, possui apenas 10 mil habitantes.